# Schönborg 6

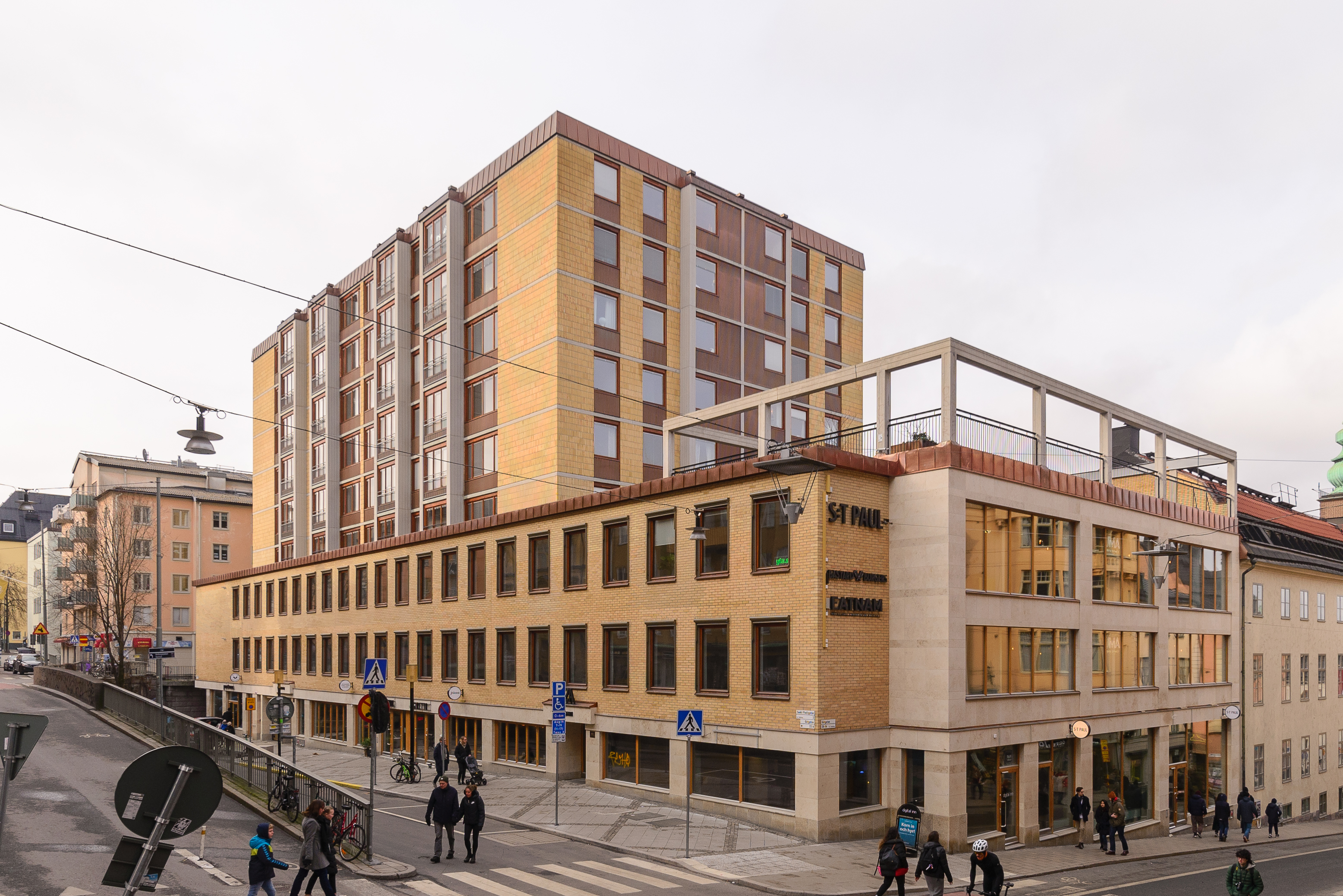
Huset i mars 2020, vy västerut från Götgatan.

Schönborg 6 är ett bostads- och kontorshus i kvarteret Schönborg på Södermalm i Stockholms innerstad. Huset uppfördes 1962 av Nils Nessen för fastighetsbolaget Hufvudstaden och är beläget i korsningen av Sankt Paulsgatan och Götgatan. Arkitekt för byggnaden var Hack Kampmann. Hufvudstaden såldes fastigheten 2004 till Einar Mattsson i samband med att Hufvudstaden koncentrerade sig på kontors- och butikslokaler.

## Byggnaden
Byggnaden består av en låghusdel med kontor och butikslokaler samt en höghusdel med bostäder. Byggnaden var en del av omdaningen av området i samband med att Söderleden byggdes. Vid uppförandet gränsade fastighetens höghusdel i väster mot Söderleden som på 1990-talet däckades över. Fasaden är i gult tegel med detaljer i kopparplåt, natursten och teak.
En omfattande renovering skedde 2017–2019 då tegelfasaden byttes ut liksom kopparplåtarna samtidigt som teakfönstren renoverades. Bottenvåningarna öppnades upp för publika ytor med ett flertal restauranger, kontor och mötesplatser. Huset rymmer 54 lägenheter och har en yta av 14 879 kvadratmeter, varav 3 400 kvadratmeter lokaler. Ansvariga arkitekter för renoveringen var White arkitekter.
Mot norr gränsar huset mot Louis De Geers palats från 1600-talet i samma kvarter.

## Bilder

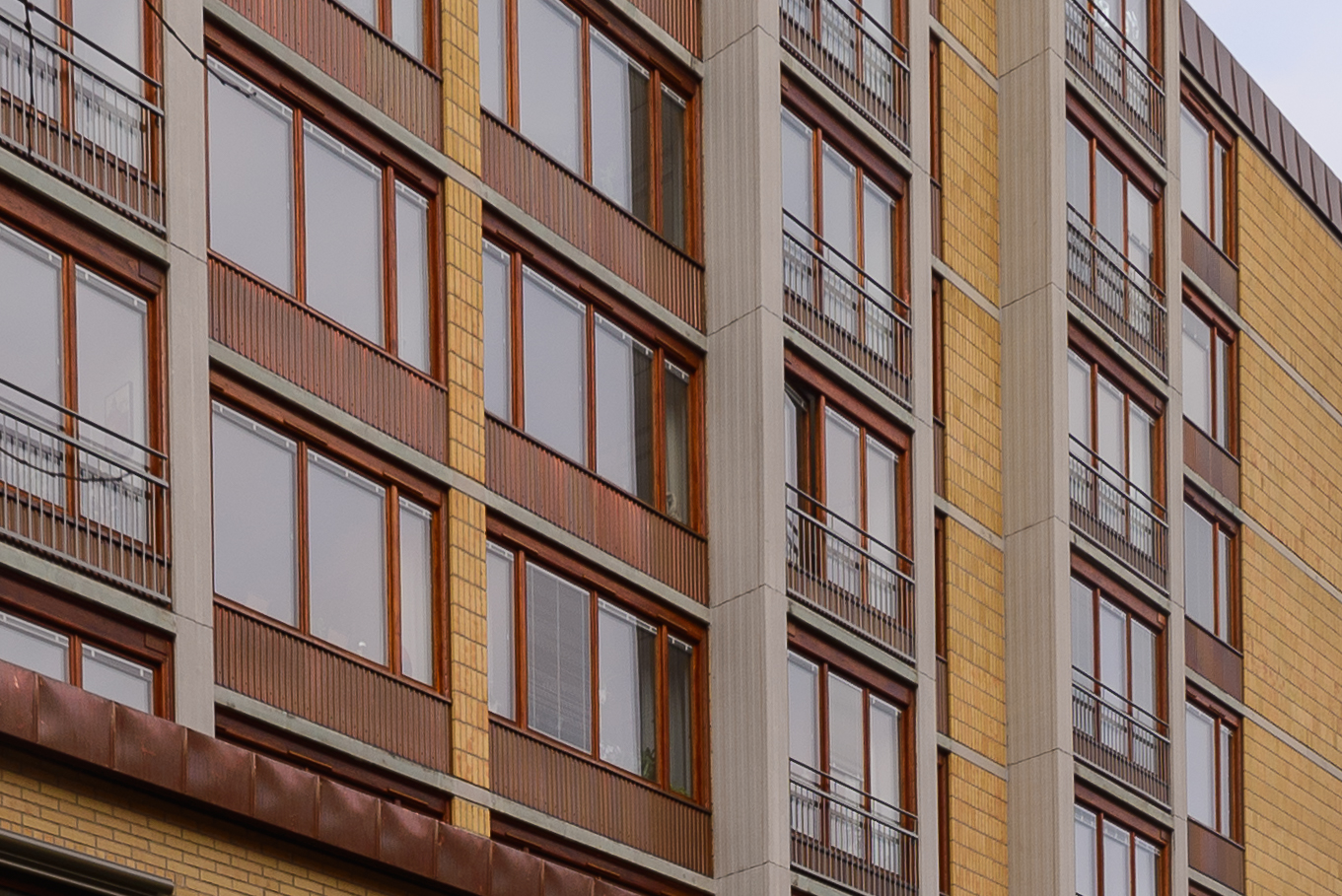
Detalj av fasaden.
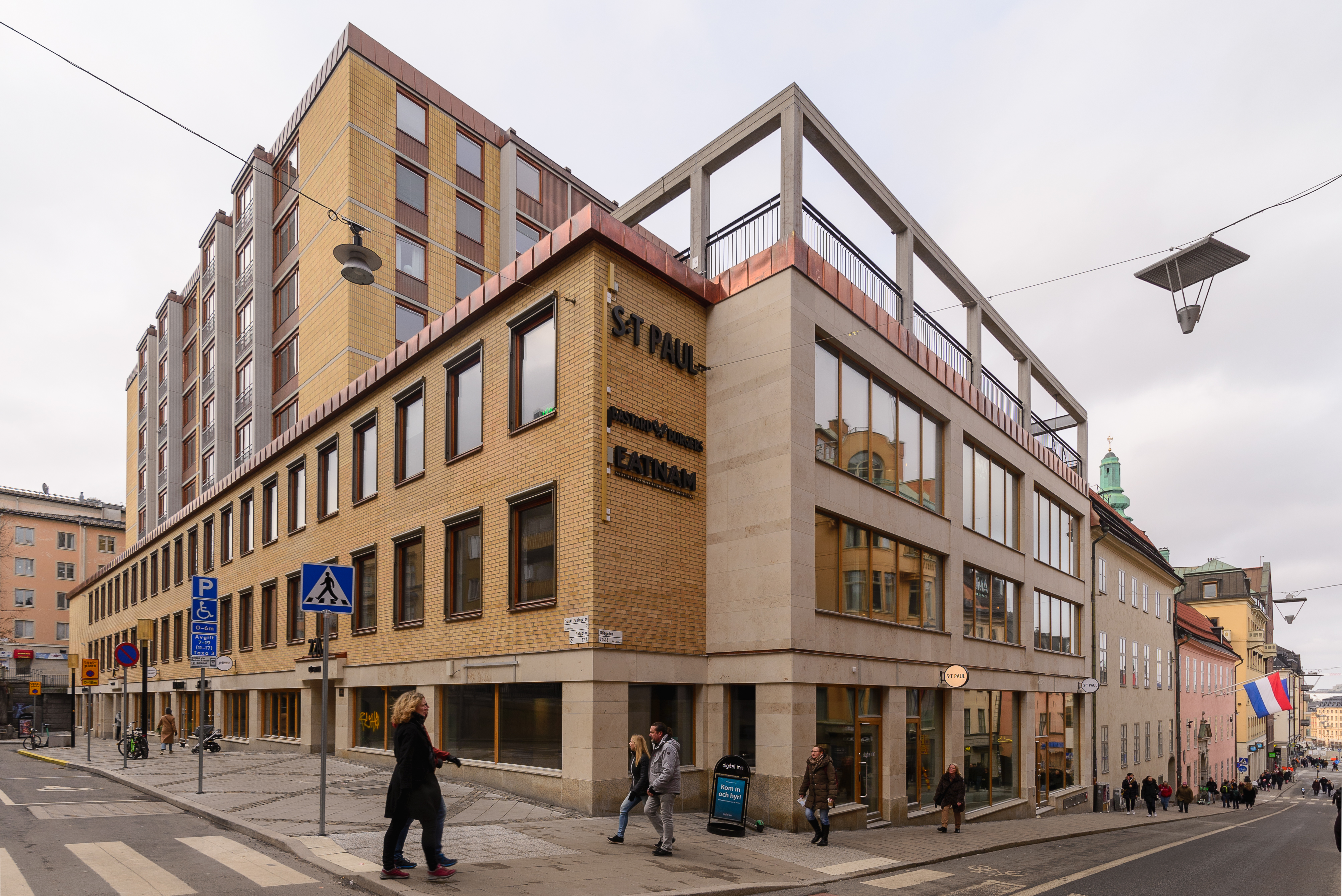
Huset sett från Götgatan.
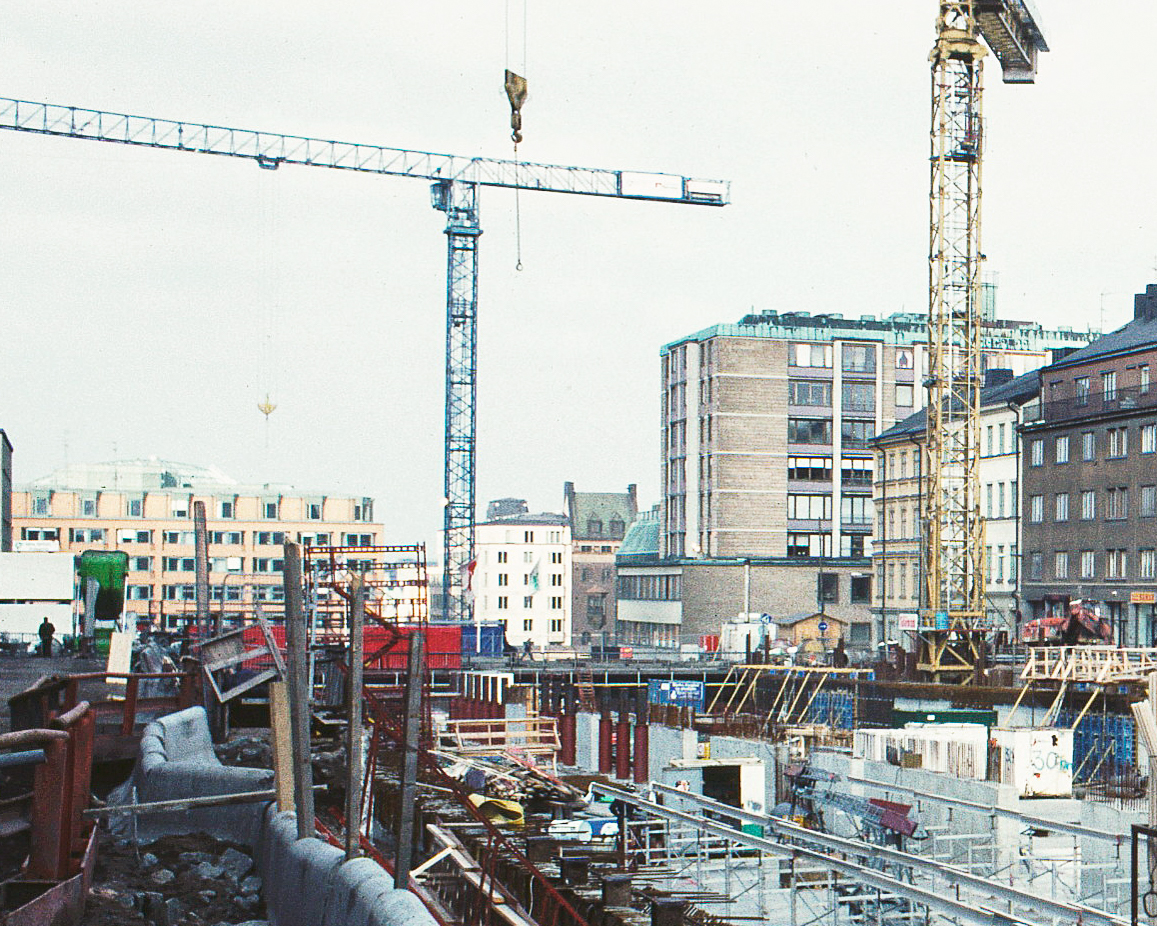
Övertäckning av Söderleden 1991. I bakgrunden syns Schönberg 6.
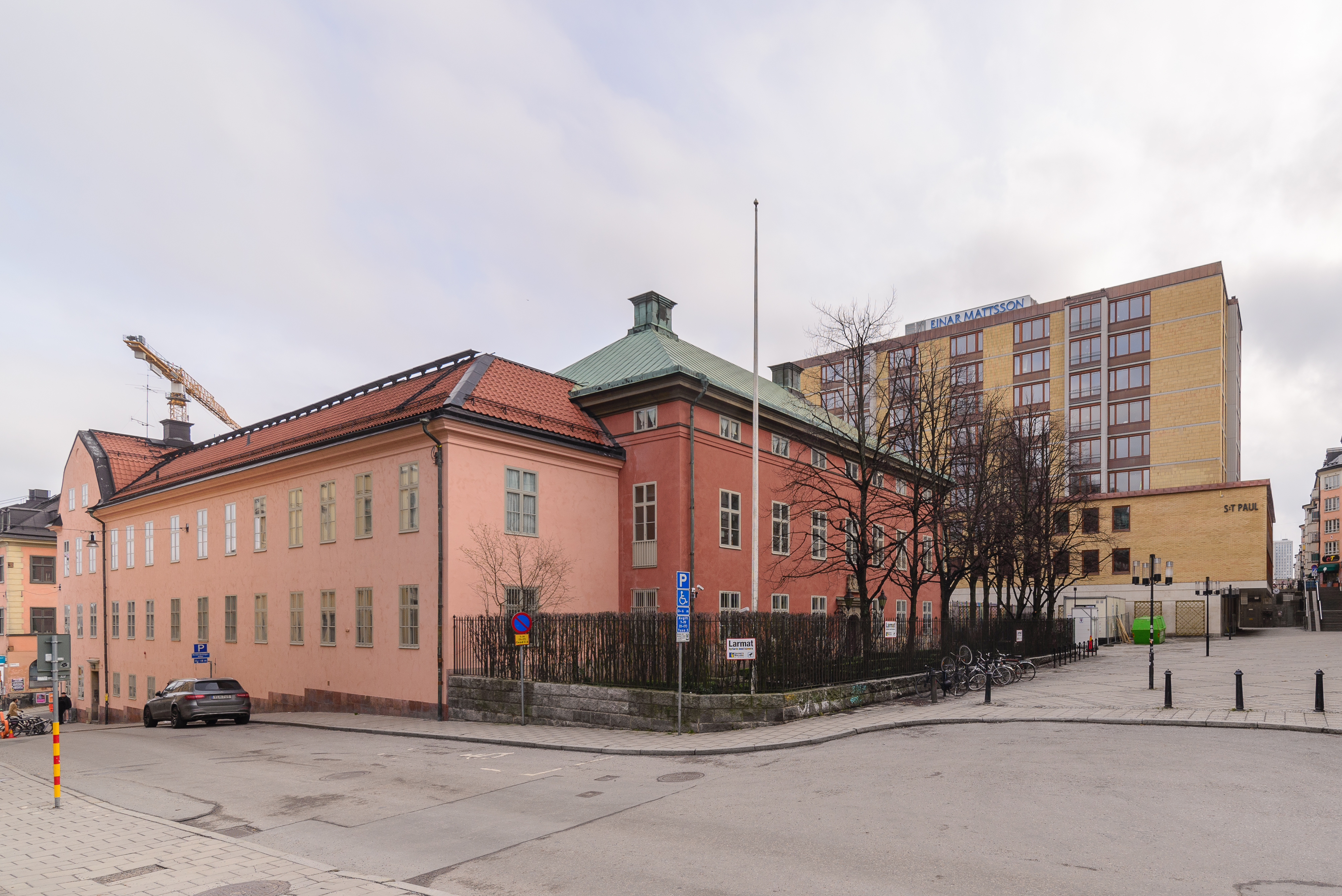
Kvarteret Schönborg sett från nordväst med Louis De Geers palats i förgrunden.